# Sri Lanka i olympiska sommarspelen 1984
Sri Lanka deltog i de olympiska sommarspelen 1984 med en trupp bestående av fyra deltagare, men ingen av landets deltagare erövrade någon medalj.

## Segling
- Ranil Dias
- Lalin Jirasinha